# Trehörningen, Nynäshamn

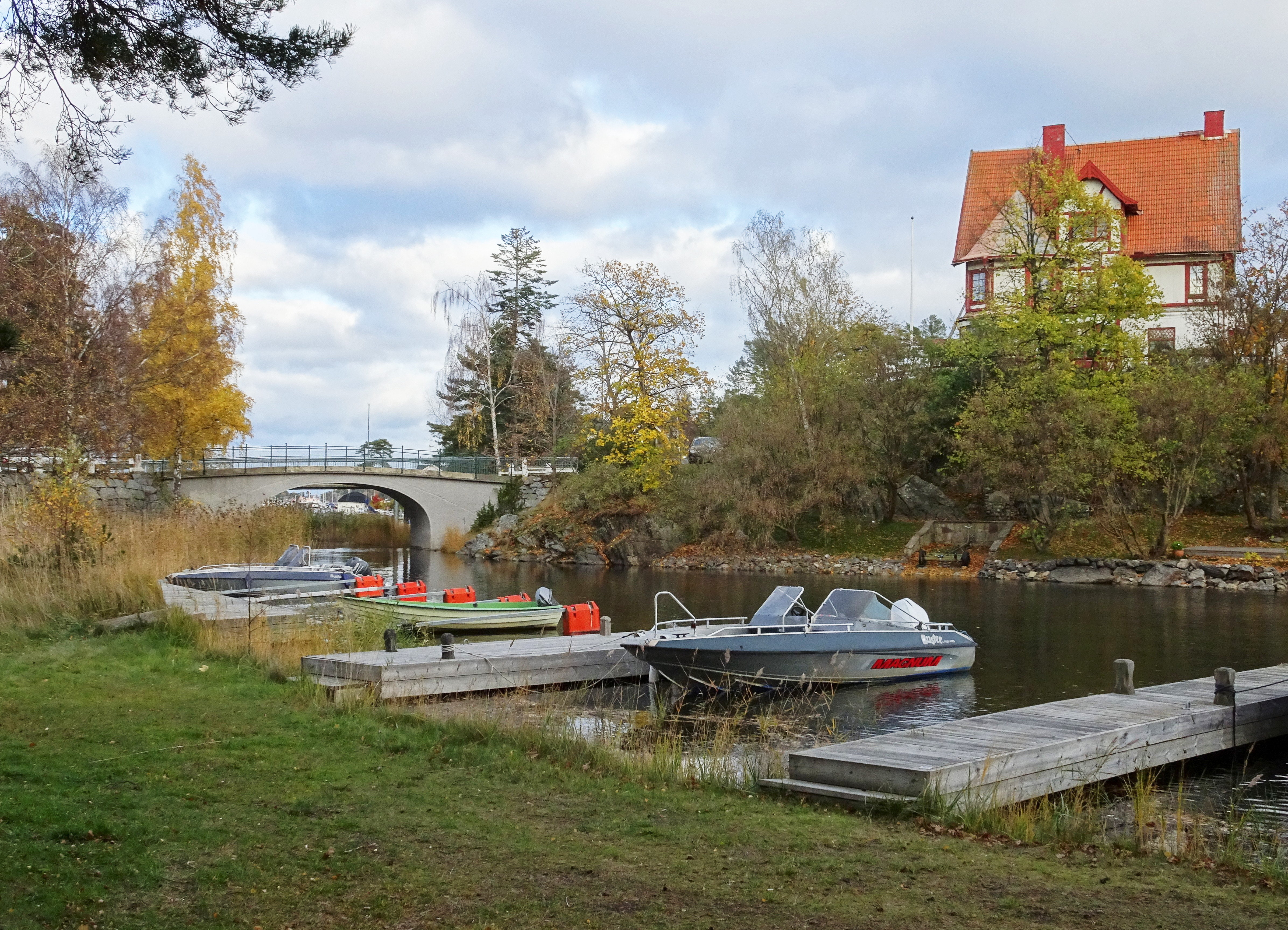
Oscarsbron och "Villa Faircliff", 2017.

Trehörningen är en ö i norra Gårdsfjärden som tillhör Nynäshamn i Nynäshamns kommun, Stockholms län. Ön Trehörningen blev under 1900-talets början ett centrum för Nynäshamns badortsverksamhet. Här byggdes Badhotellet, Parkhotellet, Strandhotellet med kallbadhus och Casinot. Hela Trehörningen har av länsantikvarien bedömts utgöra ett kulturhistoriskt och miljömässigt värdefullt bebyggelseområde som är Q-märkt i detaljplanen.

## Geografi
Trehörningen ”ön med tre hörn” omnämns på 1790-talet och namnet härrör troligen från en 1600-talskarta. Ön hörde till egendomen Nynäs gård, vars dåvarande ägare, Hjalmar Sjögren, tog initiativet till att förvandla fiskeläget Nynäs till en plats för mindre industrier, en hamn, en villastad och en kurort, allt med järnvägsförbindelse till och från Stockholm. Kur- och badverksamheten förlades till Trehörningen.
Ön kan natur- och miljömässigt karaktäriseras som ett typiskt skärgårdslandskap. Marken består av kuperad bergsterräng med en högsta höjd av 27 meter över havet. Eftersom ön till större delen är bebyggd utgörs marken huvudsakligen av anlagda trädgårdar. Från fastlandet leder Oscarsbron, en mindre bågbro, över till ön. Den anlades i början på 1900-talet och tillåter fordonstrafik. Intill ligger en nutida gång- och cykelbro som fick namnet Sofiabron efter kung Oscar II:s hustru Sofia av Nassau.

## Historiska kartor
| Karta över hemmanet Sandhamn med Trehörningen 1873 och på Häradsekonomiska kartan från 1900-talets början. |  | Karta över hemmanet Sandhamn med Trehörningen 1873 och på Häradsekonomiska kartan från 1900-talets början. |
| Karta över hemmanet Sandhamn med Trehörningen 1873 och på Häradsekonomiska kartan från 1900-talets början. |  | |

## Bebyggelsen

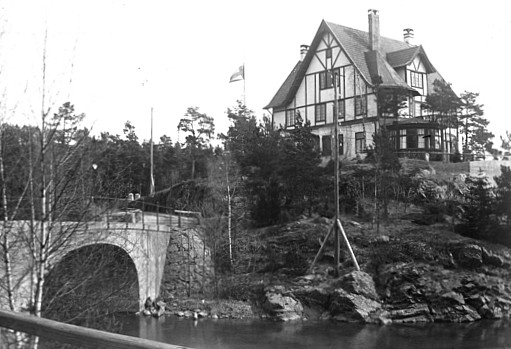
Oscarsbron och "Villa Faircliff", 1919.

Den äldre villabebyggelsen tillkom huvudsakligen under åren 1901-1910 och karaktären av en villastad från sekelskiftet 1900 är i stor utsträckning bevarad. I många fall var det från början sommarvillor för välbärgade stockholmare, som sökte sig till havsbadet. Numera är de flesta ombyggda för året runt boende.
På Trehörningens södra udde uppfördes år 1906 till 1907 kuranstalten Nynäs havsbad. Huvudbyggnaden (Badhotellet) invigdes tillsammans med Parkhotellet år 1906. Strandhotellet med kallbadhus tillkom 1907 och ett "Casino" 1913. Till arkitekt anlitades Karl Güettler som vid den tiden hade sitt kontor i Nynäshamn. Flera av kuranläggnings ursprungliga byggnader är av kommunen klassade som "omistliga" respektive "värdefulla". Badhotellet revs på 1930-talet när dåvarande ägaren, Riksförsäkringsverket, lät bygga ett stort sjukhus på platsen. 
Bland övriga intressanta byggnader på Trehörningen kan nämnas "Villa Faircliff" (fastighet Sjövik 1) som står på en klippa direkt intill Oscarsbron. Villan ritades för läkaren Martin Ansgarius Thelberg (1860-1921) och klassas idag som "omistlig". Även "Villa Sjövik" (fastighet Sjövik 11) betraktas av kommunen som "omistlig".
Av kulturhistoriskt intresse är även Trehörningens gamla vattentorn belägen på en kulle på sydvästra udden. Vattentornet byggdes i början av 1900-talet för att försörja kurortsanläggningen med dricksvatten respektive havsvatten från två skilda cisterner. Tornet användes numera som utsiktstorn för allmänheten.
Riksförsäkringsverket var tidigare största markägaren på ön. Verkets sjukhus var ett utrednings- och rehabiliteringssjukhus i Nynäshamn som började sin verksamhet 1918 i havsbadets lokaler. Den största utbyggnaden av sjukhuset skedde på 1930-talet när Riksförsäkringsverkets sjukhus i Nynäshamn mitt på ön tillkom. Byggnaden ritades i funktionalistisk stil av arkitekt Karl Güettler. Verksamheten avvecklades genom ett riksdagsbeslut 1999.  År 2003 återinvigdes Nynäs havsbad efter omfattande renovering. Omkring år 2011 byggdes sjukhuset om till bland annat ett 50-tal bostäder. Sedan dess har flera ny bostadshus med ett 100-tal hyres- och bostadsrätter uppförts på Trehörningen.

## Bilder

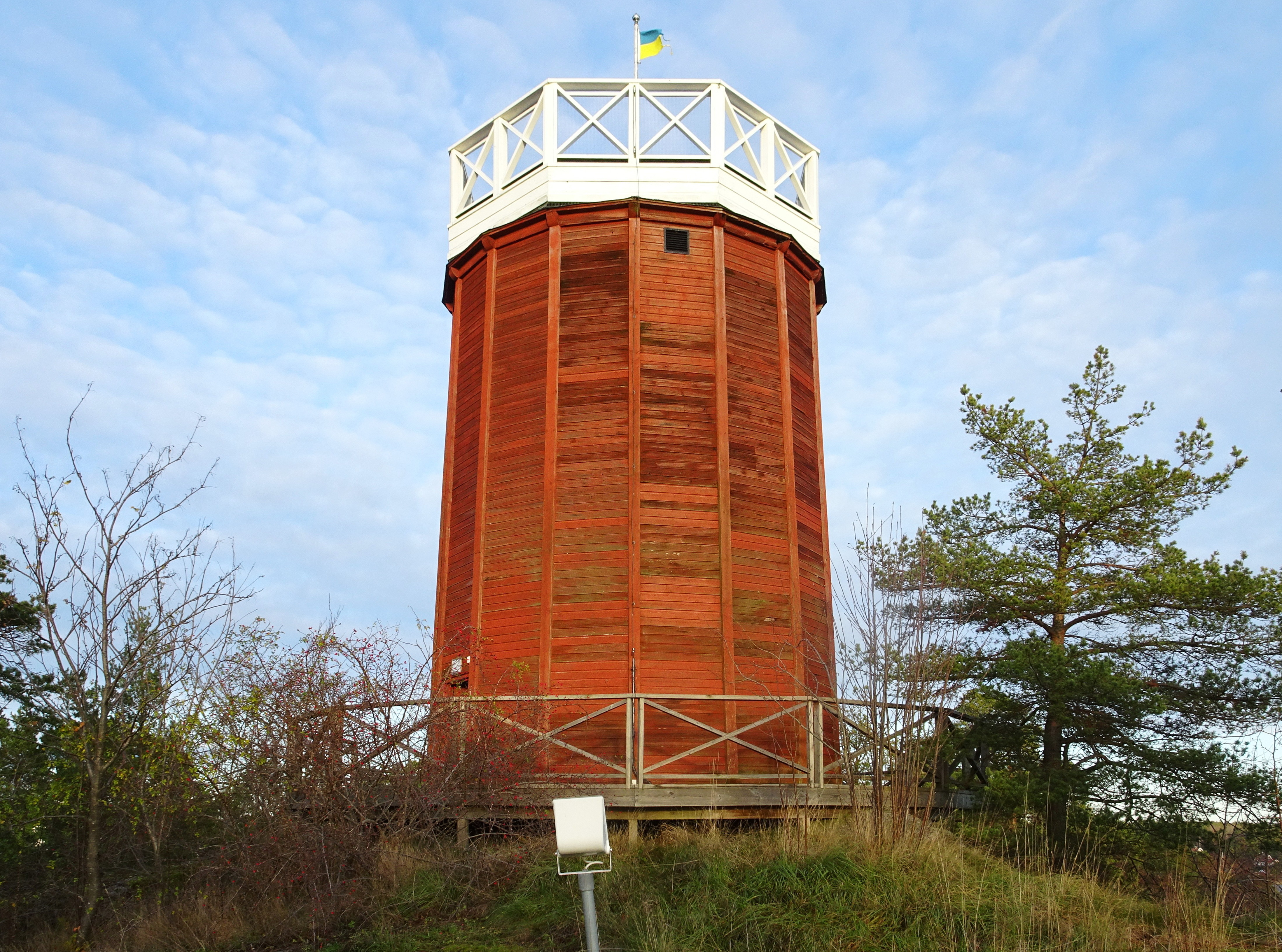
Trehörningens gamla vattentorn.
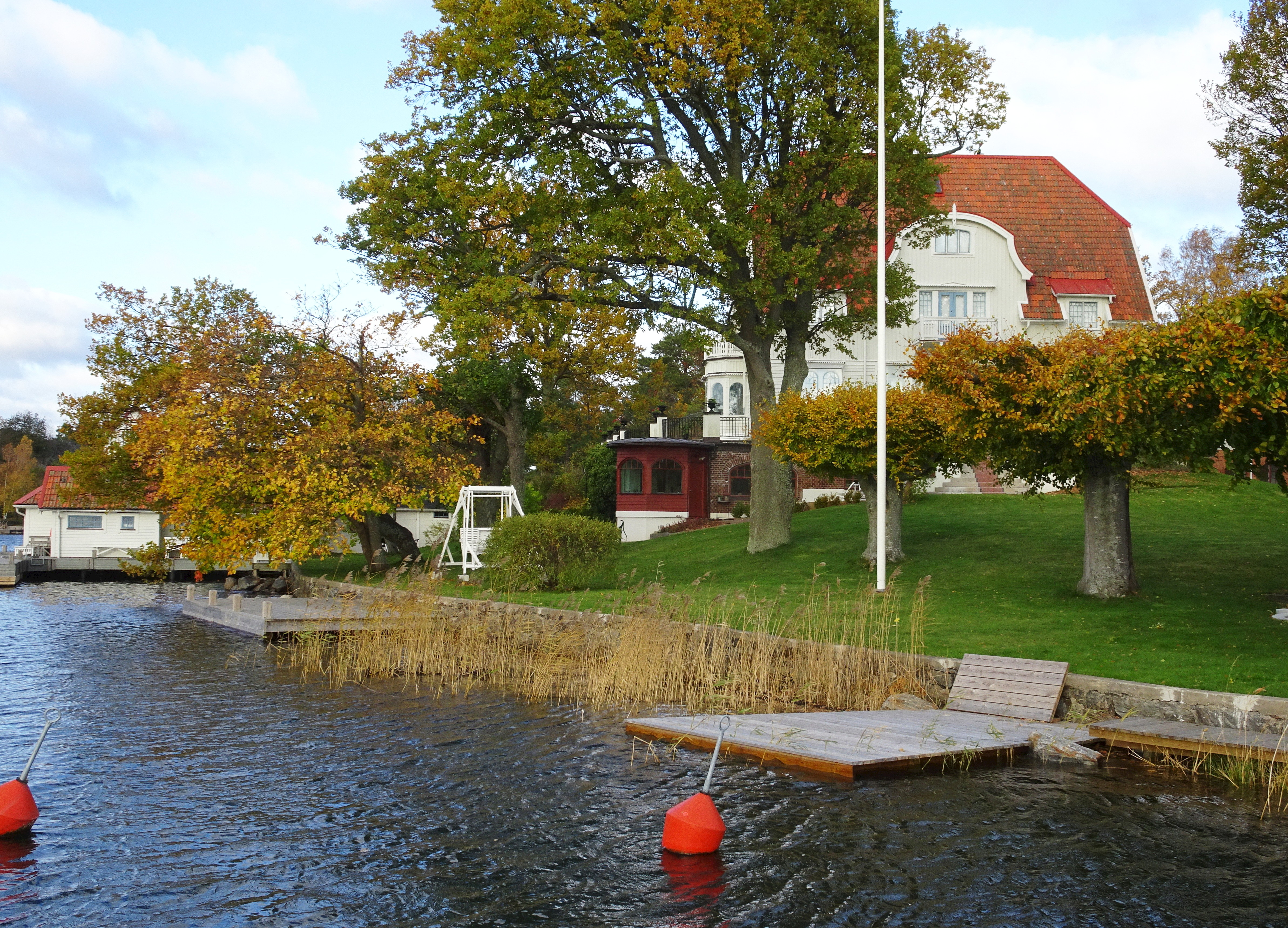
Villa Sjövik.
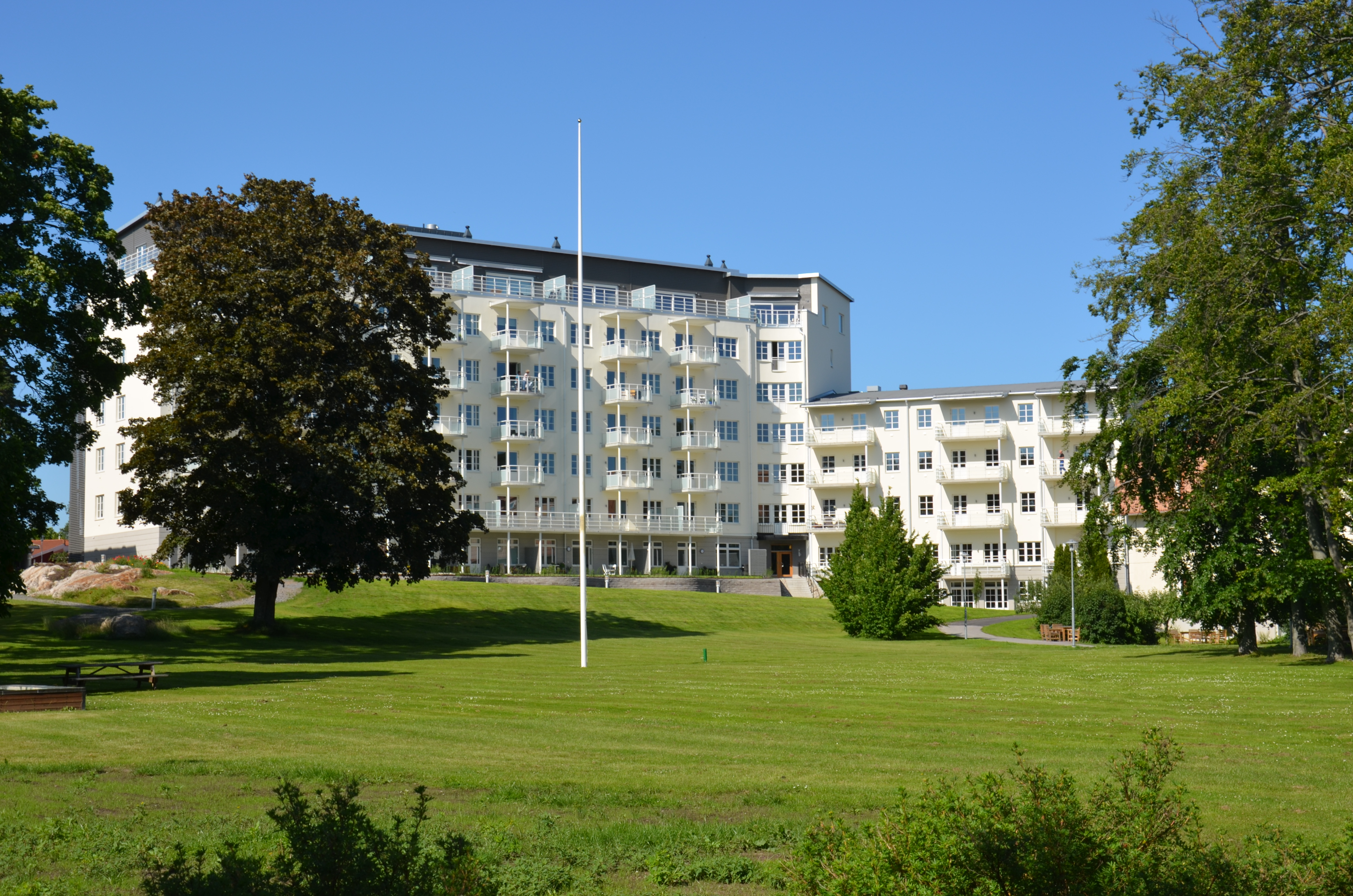
Riksförsäkringsverkets före detta sjukhus.
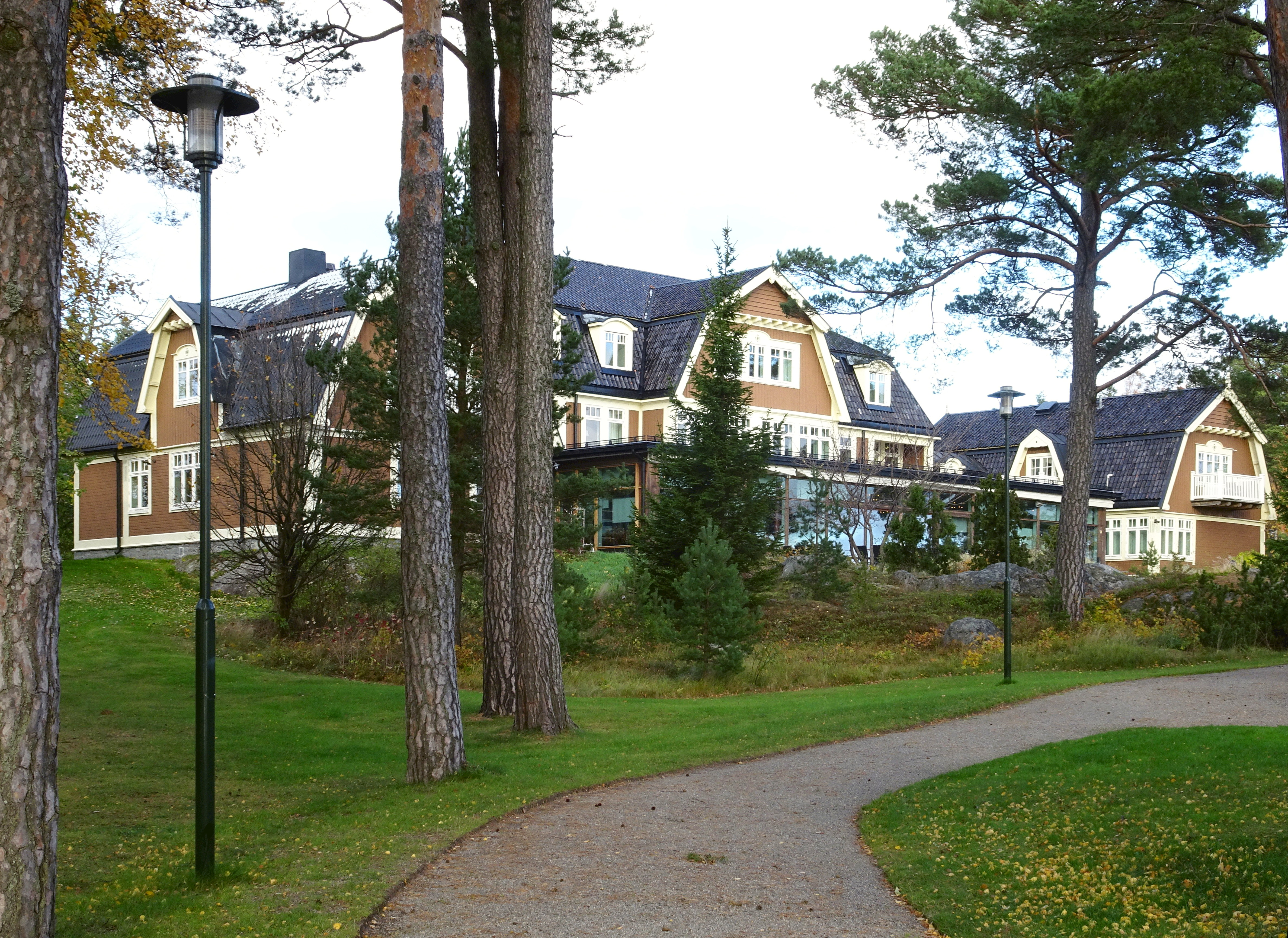
Strandhotellet.
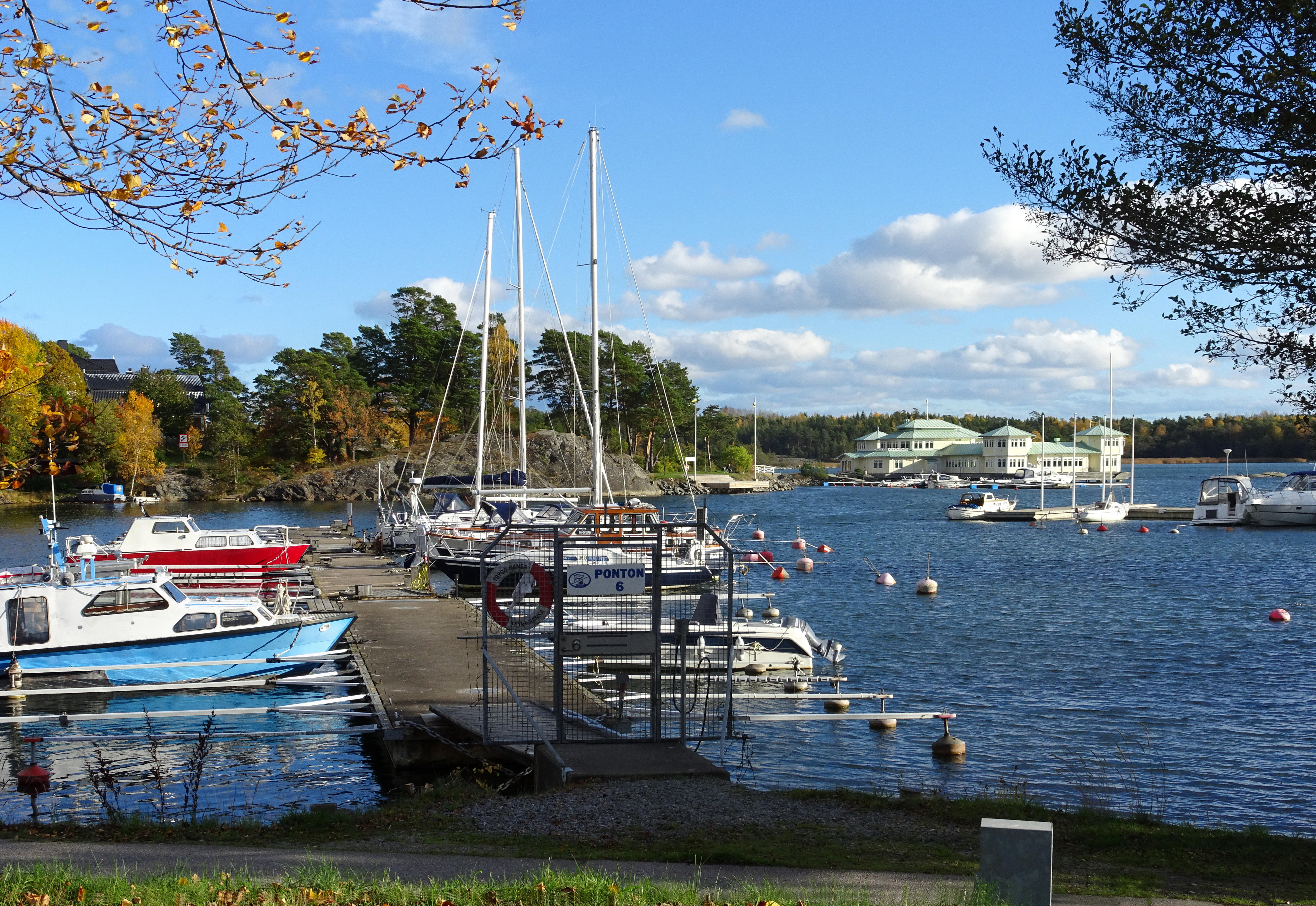
Trehörningens södra udde med badhuset i bakgrunden